# عنکبوت دریایی

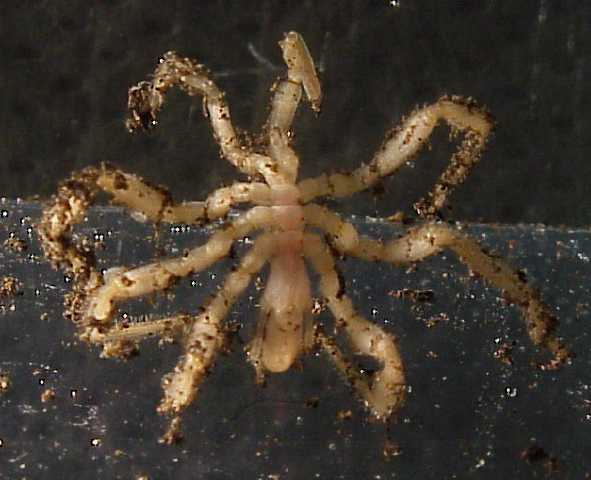
عنکبوت دریایی

عنکبوت‌های بزرگ دریایی که در مناطق بسیار عمیق دریا مشاهده شده‌اند با پاهای دراز و دوکی شکلشان به آرامی در بستر دریا می‌خزند و گام برمی‌دارند، اما همانند دیگر گونه‌های جانوری اعماق آب‌ها، دانشمندان اطلاعات بسیار کمی در مورد زندگی این موجودات دارند.
این جانوران شبه عنکبوت که در کف اقیانوس و دریا زندگی می‌کنند با استفاده از خرطوم خود خون قربانیان خود را می‌مکند. عنکبوت‌های آبی که بعضی از آن‌ها نابینا هستند رده‌بندی علمی را به چالش کشانده‌اند.
این گروه صیادان مکنده نام دارند که با مکیدن مایع بدن دیگر حیوانات دریایی تغذیه می‌کنند. پیکناگونیدها معمولاً در حوضچه‌های آبی جذر و مدی یافت می‌شوند، اما معمولاً آنقدر کوچکند که به زحمت دیده می‌شوند.
در مقابل پیکناگونیدهای آب عمیق می‌توانند تا ۵۰ سانتی‌متر رشد کنند و بیشتر اوقات را در بستر دریا بگذرانند.

## افسانه تا واقعیت

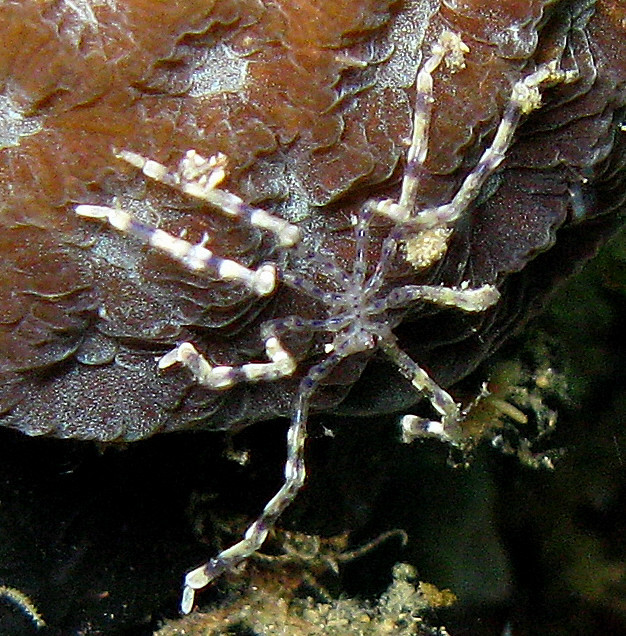

هر سال میلیون‌ها عنکبوت دریایی بسوی خلیج ملبورن در استرالیا حرکت کرده تا لانه‌سازی و تولید مثل کنند. با این حال چون هیچ دانشمندی هرگز این صحنه را ندیده بود، تا مدت‌ها آن را یک افسانه می‌پنداشتند. تا اینکه دو اقیانوس‌شناس که به همراه یک گروه فیلمبرداری بودند توانستند این منظره را ببینند و فیلمبرداران این صحنه‌ها را ثبت کنند.